# Istrian Spring Trophy 2007
L'Istrian Spring Trophy 2007, quarantasettesima edizione della corsa, valevole come prova del circuito UCI Europe Tour 2007 categoria 2.2, si svolse in tre tappe, precedute da un cronoprologo, dal 15 al 18 marzo 2007 per un percorso totale di 502,5 km, con partenza da Pisino ed arrivo a Zelena Laguna. Fu vinto dal norvegese Edvald Boasson Hagen del Team Maxbo Bianchi, che si impose in 11 ore 45 minuti e 39 secondi alla media di 42,72 km/h.
Al traguardo di Zelena Laguna 136 ciclisti conclusero la competizione.

## Tappe
| Tappa  | Data     | Percorso                 | km    | Vincitore di tappa   | Leader cl. generale  |
| ------ | -------- | ------------------------ | ----- | -------------------- | -------------------- |
| prol.  | 15 marzo | Pisino (Cronometro ind.) | 1,5   | Edvald Boasson Hagen | Edvald Boasson Hagen |
| 1ª     | 16 marzo | Parenzo > Albona         | 149   | Grega Bole           | Grega Bole           |
| 2ª     | 17 marzo | Parenzo > Zelena Laguna  | 200   | Mattia Gavazzi       | Grega Bole           |
| 3ª     | 18 marzo | Parenzo > Zelena Laguna  | 152   | Mattia Gavazzi       | Edvald Boasson Hagen |
| Totale | Totale   | Totale                   | 442,3 |                      |                      |

## Squadre partecipanti
| N.    | Cod. | Squadra                          |
| ----- | ---- | -------------------------------- |
| 1-6   |      | Puris Kamen                      |
| 7-12  | CCB  | Cycling Club Bourgas             |
| 13-18 |      | KED Bianchi Team Berlin          |
| 19-24 | LKT  | LKT Brandenburg                  |
| 25-30 |      | Mountainstoo-Espoirs             |
| 31-36 | 3CG  | Team 3C Gruppe-Lamonta           |
| 37-42 | LEG  | Legia-TV4                        |
| 43-47 | RAD  | RC Arbö-Resch & Frisch-Gourmetf. |
| 48-53 |      | Austria-Strasse                  |
| 54-59 | SWI  | Swiag-Teka                       |
| 60-65 | TMB  | Team Maxbo-Bianchi               |
| 66-71 |      | Athleticum                       |
| 72-77 | PSK  | PSK Whirlpool                    |
| 78-81 | BIH  | Bosnia ed Erzegovina             |
| 82-87 | GLU  | Glud & Marstrand Horsens         |
| 88-93 |      | Permac Brisot Bibanese           |
| 94-99 | CEO  | Cinelli-Endeka-OPD               |

| N.      | Cod. | Squadra               |
| ------- | ---- | --------------------- |
| 100-105 |      | Radteam DSC Sparkasse |
| 106-111 | DEU  | Germania              |
| 112-117 | ITA  | Team Ista             |
| 118-123 | RAR  | Radenska-PowerBar     |
| 124-129 | TMH  | Mapei-Heizomat        |
| 130-135 |      | Citec                 |
| 136-140 |      | RV Berlin 1888        |
| 141-146 | AKU  | AKUD-Rose             |
| 147-152 | PER  | Perutnina Ptuj        |
| 153-158 | LOB  | Loborika Favorit Team |
| 159-164 | ADR  | Adria Mobil           |
| 165-170 | COS  | Kio Ene-Tonazzo-DMT   |
| 171-176 | SRB  | Serbia                |
| 177-180 |      | SBK Rijeka            |
| 181-186 | SAK  | Sava                  |
| 187-191 | ADP  | ASC Dukla Praha       |
| 192-197 |      | Brisasport Turkiye    |

## Dettagli delle tappe

### Prologo
- 15 marzo: Pisino – Cronometro individuale – 1,5 km

Risultati
| Pos. | Corridore            | Squadra       | Tempo |
| ---- | -------------------- | ------------- | ----- |
| 1    | Edvald Boasson Hagen | Maxbo Bianchi | 1'57" |
| 2    | Jure Zrimšek         | Adria Mobil   | a 1"  |
| 3    | André Steensen       | Glud & Marst. | a 3"  |

| Pos. | Corridore            | Squadra       | Tempo |
| ---- | -------------------- | ------------- | ----- |
| 1    | Edvald Boasson Hagen | Maxbo Bianchi | 1'57" |
| 2    | Jure Zrimšek         | Adria Mobil   | a 1"  |
| 3    | André Steensen       | Glud & Marst. | a 3"  |

### 1ª tappa
- 16 marzo: Parenzo > Albona – 149 km

Risultati
| Pos. | Corridore         | Squadra  | Tempo    |
| ---- | ----------------- | -------- | -------- |
| 1    | Grega Bole        | Sava     | 3h32'27" |
| 2    | Jure Kocjan       | Radenska | s.t.     |
| 3    | Hrvoje Miholjević | Loborika | s.t.     |

| Pos. | Corridore            | Squadra       | Tempo    |
| ---- | -------------------- | ------------- | -------- |
| 1    | Grega Bole           | Sava          | 3h34'17" |
| 2    | Jure Kocjan          | Radenska      | a 6"     |
| 3    | Edvald Boasson Hagen | Maxbo Bianchi | s.t.     |

### 2ª tappa
- 17 marzo: Parenzo > Zelena Laguna – 200 km

Risultati
| Pos. | Corridore            | Squadra       | Tempo    |
| ---- | -------------------- | ------------- | -------- |
| 1    | Mattia Gavazzi       | Kio-Ene-Ton.  | 4h36'18" |
| 2    | Edvald Boasson Hagen | Maxbo Bianchi | s.t.     |
| 3    | Roger Kluge          | LKT           | s.t.     |

| Pos. | Corridore            | Squadra       | Tempo    |
| ---- | -------------------- | ------------- | -------- |
| 1    | Grega Bole           | Sava          | 8h10'35" |
| 2    | Edvald Boasson Hagen | Maxbo Bianchi | s.t.     |
| 3    | Hrvoje Miholjević    | Loborika      | a 9"     |

### 3ª tappa
- 18 marzo: Parenzo > Zelena Laguna – 152 km

Risultati
| Pos. | Corridore            | Squadra       | Tempo    |
| ---- | -------------------- | ------------- | -------- |
| 1    | Mattia Gavazzi       | Kio-Ene-Ton.  | 3h35'10" |
| 2    | Edvald Boasson Hagen | Maxbo Bianchi | s.t.     |
| 3    | Simone Cadamuro      | Kio-Ene-Ton.  | s.t.     |

| Pos. | Corridore            | Squadra       | Tempo     |
| ---- | -------------------- | ------------- | --------- |
| 1    | Edvald Boasson Hagen | Maxbo Bianchi | 11h45'39" |
| 2    | Grega Bole           | Sava          | a 3"      |
| 3    | Hrvoje Miholjević    | Loborika      | a 14"     |

## Classifiche finali

### Classifica generale
| Pos. | Corridore            | Squadra        | Tempo     |
| ---- | -------------------- | -------------- | --------- |
| 1    | Edvald Boasson Hagen | Maxbo Bianchi  | 11h45'39" |
| 2    | Grega Bole           | Sava           | a 3"      |
| 3    | Hrvoje Miholjević    | Loborika       | a 14"     |
| 4    | Jure Zrimšek         | Adria Mobil    | a 20"     |
| 5    | Simon Špilak         | Adria Mobil    | s.t.      |
| 6    | Kristijan Koren      | Sava           | a 21"     |
| 7    | Martin Riška         | Swiag-Teka     | a 22"     |
| 8    | Maurizio Biondo      | Kio-Ene-Ton.   | s.t.      |
| 9    | Gianluca Coletta     | Cinelli-Endeka | s.t.      |
| 10   | Boris Shpilevsky     | Kio-Ene-Ton.   | s.t.      |

### Classifica scalatori
| Pos. | Corridore          | Squadra        | Punti |
| ---- | ------------------ | -------------- | ----- |
| 1    | Robert Kišerlovski | Adria Mobil    | 13    |
| 2    | Florian Vogel      | Athleticum     | 6     |
| 3    | Hrvoje Miholjević  | Loborika       | 5     |
| 4    | Gianluca Coletta   | Cinelli-Endeka | 4     |
| 5    | Mitja Mahorič      | Perutnina Ptuj | 3     |

### Classifica sprint
| Pos. | Corridore       | Squadra        | Punti |
| ---- | --------------- | -------------- | ----- |
| 1    | Simon Špilak    | Adria Mobil    | 13    |
| 2    | Roger Kluge     | LKT            | 13    |
| 3    | Radoslav Rogina | Perutnina Ptuj | 8     |
| 4    | Mitja Mahorič   | Perutnina Ptuj | 5     |
| 5    | Maurizio Biondo | Kio-Ene-Ton.   | 5     |

### Classifica squadre
| Pos. | Squadra               | Tempo     |
| ---- | --------------------- | --------- |
| 1    | Loborika Favorit Team | 35h18'08" |
| 2    | Perutnina Ptuj        | s.t.      |
| 3    | Kio-Ene-Tonazzo-DMT   | a 1"      |
| 4    | Cinelli-Endeka-OPD    | a 3"      |
| 5    | Adria Mobil           | a 8"      |